# 소줏고리

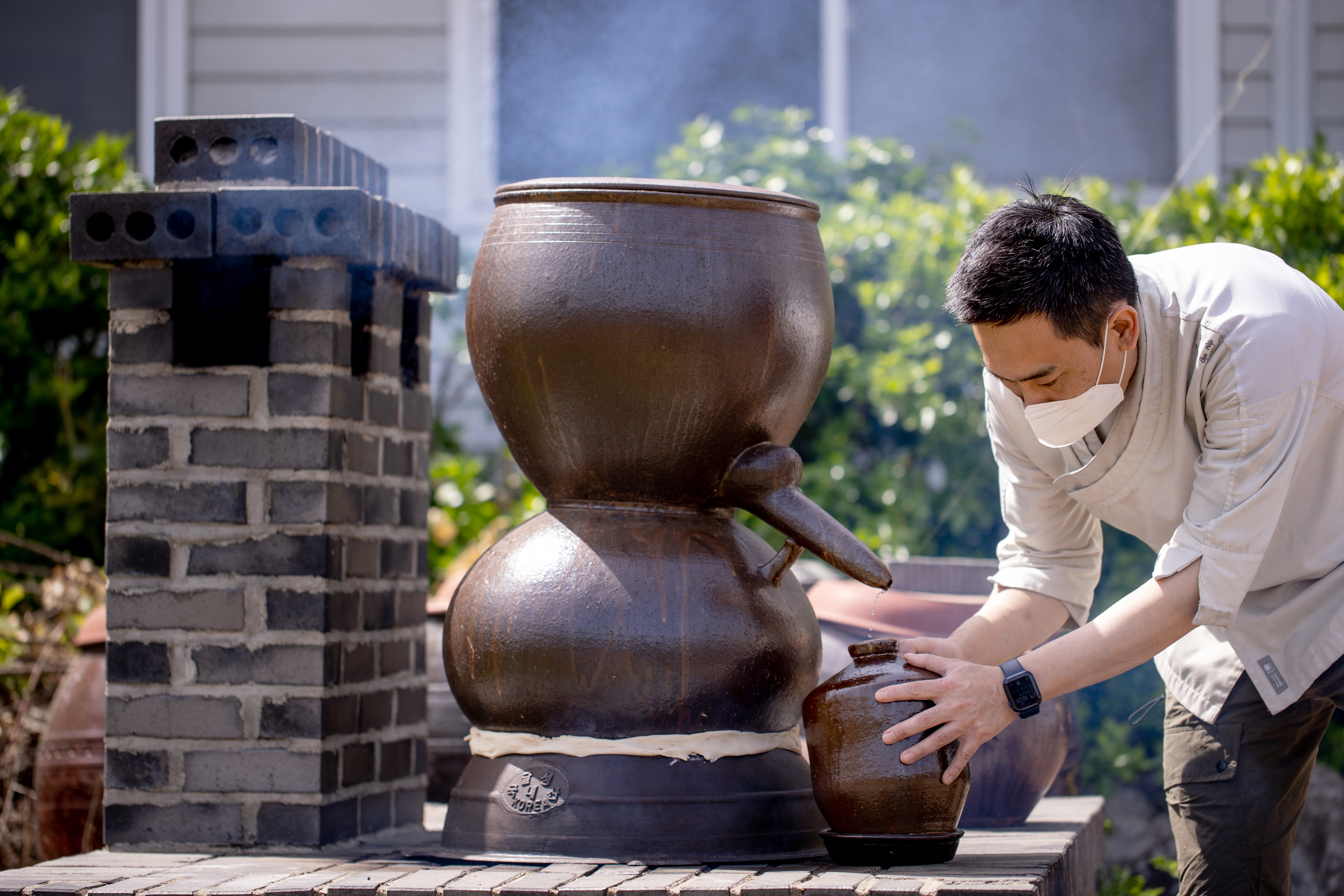
소줏고리를 사용하여 문배주를 증류하는 모습

소줏고리는 소주를 증류할 때 사용하는 재래식 증류기의 일종이다. 아래짝과 위짝의 두 부분으로 이루어져 있다. 위짝의 위에는 차가운 물이 든 그릇을 올려놓고, 소줏고리의 아래에는 증류주를 만들 양조주가 담긴 가마솥을 둔다. 가마솥을 아궁이로 데워 가열하면 가마솥에 들어 있는 양조주가 증발하고, 그것이 위짝의 위에 놓인 차가운 물에 닿으면 온도가 내려가며 액화되어 소주가 되어 모인다. 만들어진 소주는 소줏고리의 주둥이를 통해 나온다. 그 형태가 온전히 갖추어진 것은 소주가 유행하였던 조선 중기로 생각된다. 전체적인 모양은 중간이 잘록하며 위짝과 아래짝이 뚱뚱한 모양새를 하고 있다.

## 갤러리

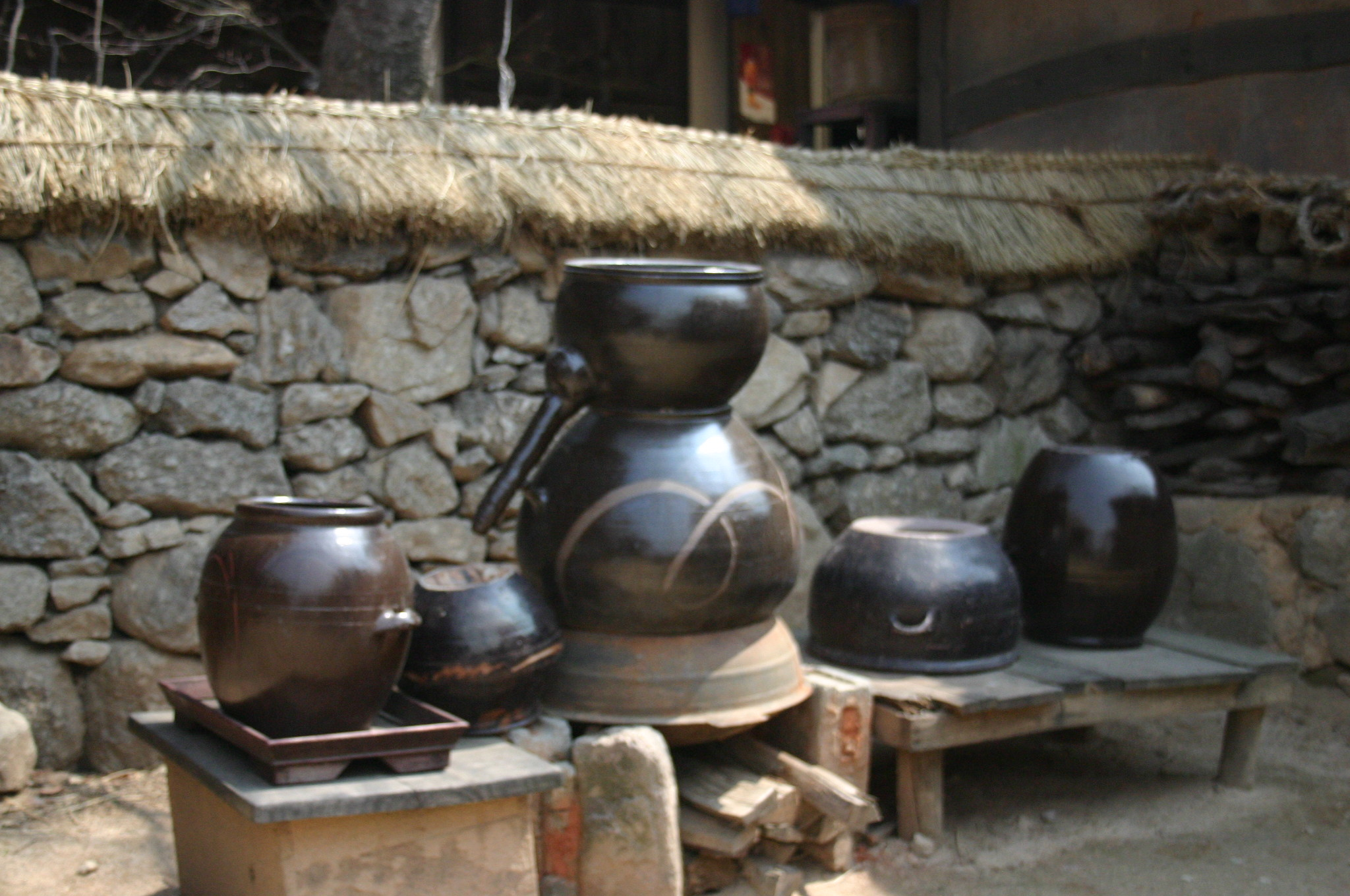
소줏고리
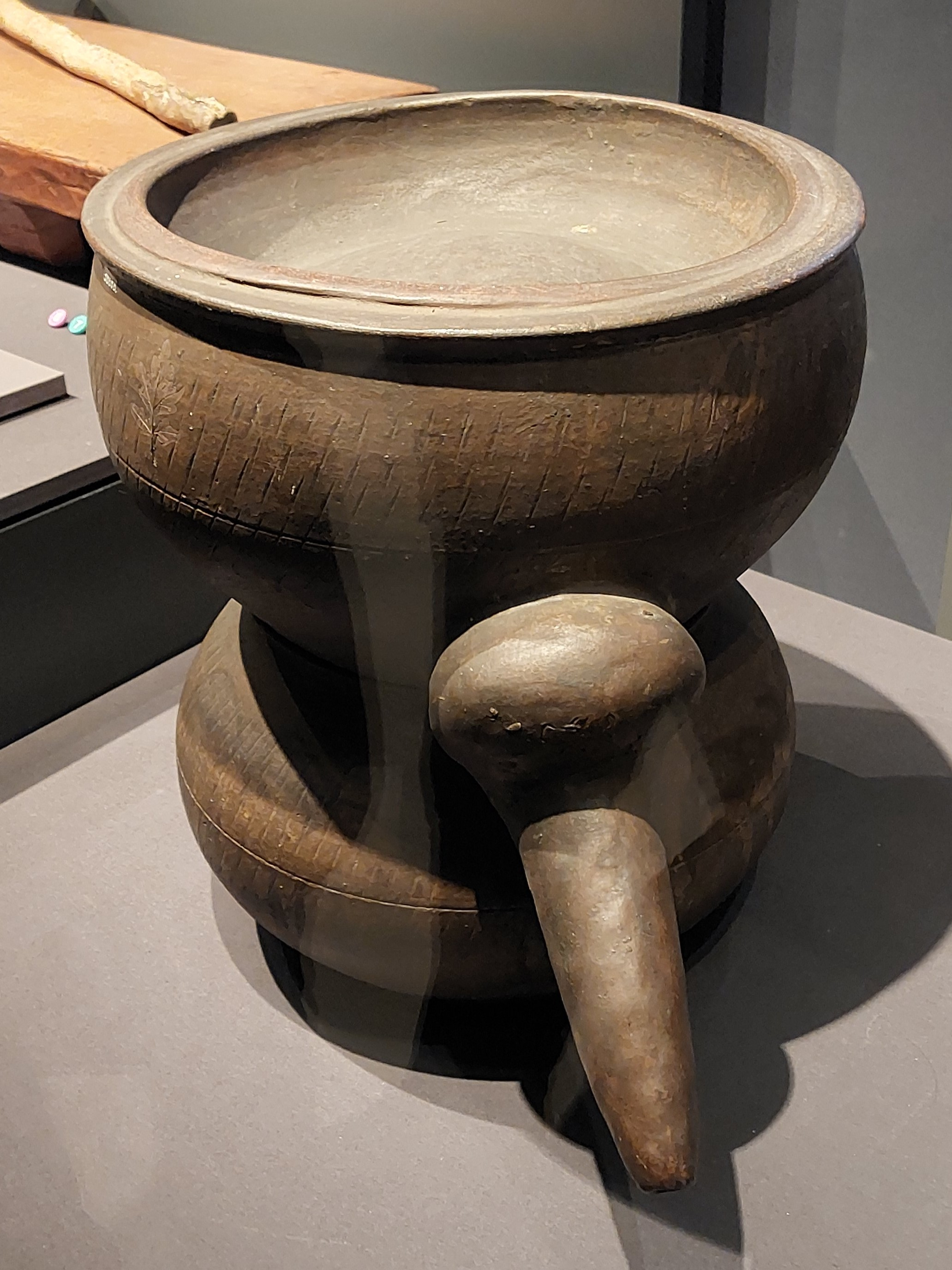
소줏고리
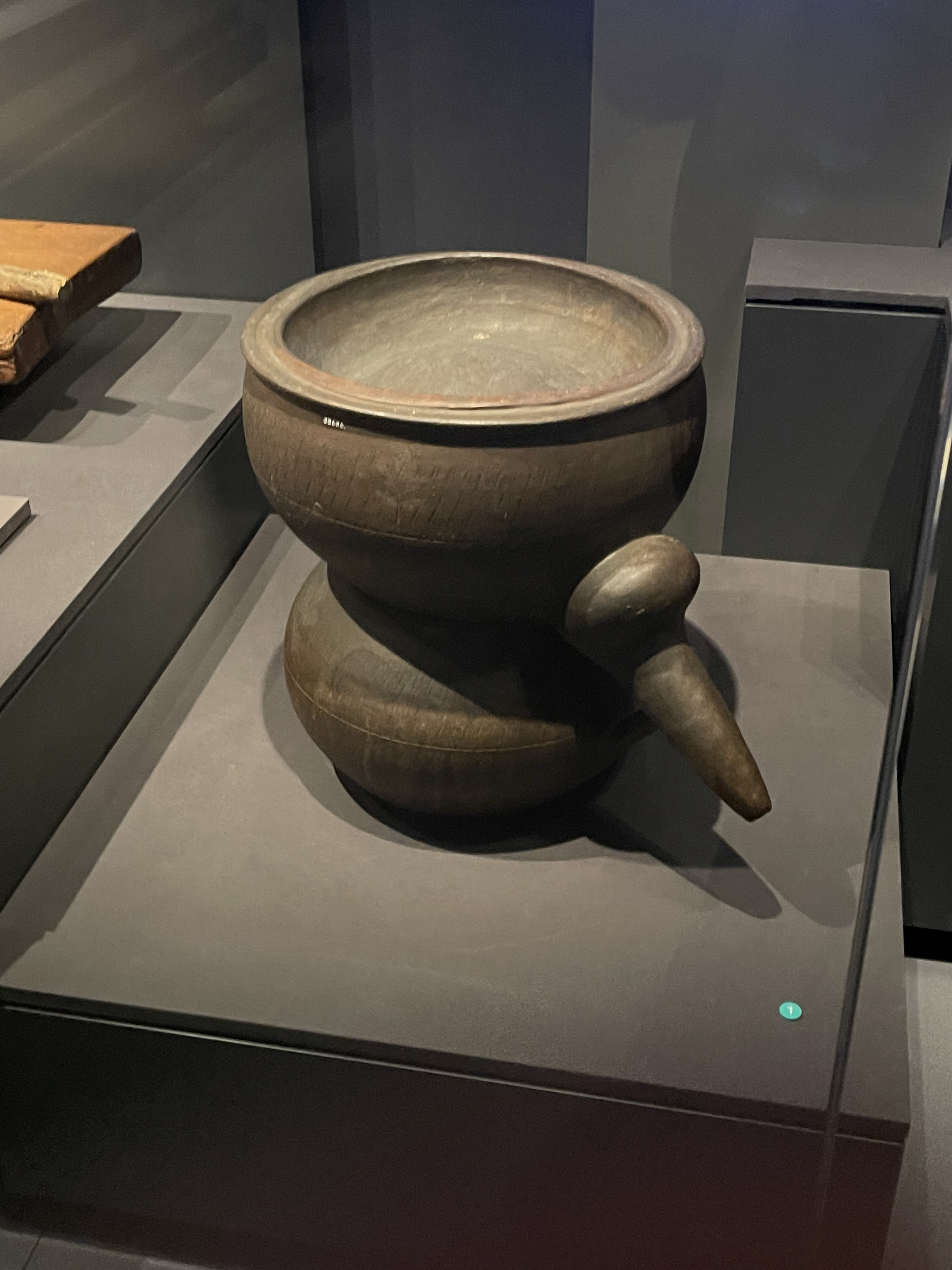